# Acalypha benguelensis
Acalypha benguelensis är en törelväxtart som beskrevs av Johannes Müller Argoviensis. Acalypha benguelensis ingår i släktet akalyfor, och familjen törelväxter. Inga underarter finns listade i Catalogue of Life.